# Alexander Bruce Bielaski
Alexander Bruce Bielaski (Condado de Montgomery, 2 de abril de 1883-Condado de Nassau, 19 de febrero de 1964) fue un abogado estadounidense y director del FBI.
Bielaski nació en el condado de Montgomery, Maryland. Recibió su título en leyes de la Universidad de leyes de George Washington en 1904 y se unió al Departamento de Justicia de los Estados Unidos ese mismo año. Como su predecesor Stanley Finch, Bielaski se esforzó por ir ascendiendo dentro del Departamento de Justicia. Sirvió de examinador especial en Oklahoma donde "enderezó los expedientes de la corte" y ayudó en la reorganización del sistema judicial de Oklahoma cuando el territorio de Oklahoma se convirtió en estado. Cuando volvió a Washington, Bielaski entró en FBI y ascendió hasta convertirse en el asistente de Finch. En esta posición estuvo a cargo de la parte administrativa de la organización. A finales de abril de 1912 el fiscal general de los Estados Unidos, George W. Wickersham designó a Bielaski como reemplazo de Finch. Como jefe, Bielaski supervisó un aumento constante de los recursos y responsabilidades asignadas al Bureau.
Después de retirarse del FBI en 1919, Bielaski empezó a practicar el derecho de forma privada. Según el New York Times, durante un viaje a Cuernavaca, México en 1921, Bielaski fue secuestrado, escapándose tres días después y salvándose a sí mismo y a los diez mil dólares recogidos para pagar el rescate.
Bielaski trabajó de forma encubierta como agente de la ley seca, operando un falso "bar ilegal" en Nueva York. Desde 1929 hasta 1959 encabezó un equipo de investigación de los incendios intencionales. En 1938, Bielaski sirvió como presidente de la sociedad de agentes especiales retirados. Murió en febrero de 1964, a la edad de 80 años.